# Тищенко, Николай Иванович
Никола́й Ива́нович Ти́щенко (10 декабря 1926, Саловка, Воронежская губерния — 10 мая 1981, Лобня, Московская область) — советский футболист, защитник. Игрок национальной сборной СССР (1954—1956). Мастер спорта СССР (1956). Заслуженный мастер спорта СССР (1957).

## Биография
Воспитанник юношеской команды ж/д техникума Люблино. Всю свою игровую карьеру провёл в футбольном клубе «Спартак» (Москва), в составе которого стал четырёхкратным чемпионом СССР.
В 1956 году стал победителем Спартакиады народов СССР.
В полуфинальном матче Олимпиады-1956 с болгарами получил тяжелую травму — перелом ключицы. Врач команды Олег Белаковский сумел поставить ключицу на место, плотно забинтовал плечо, прижал руку к туловищу, после чего Тищенко снова вышел на поле (замен тогда в регламенте не было). Более того, в дополнительное время при счёте 1:1 Тищенко начал голевую комбинацию советской сборной; в итоге команда СССР победила — 2:1 и вышла в финал.
После завершении карьеры игрока Николай Тищенко остался в структуре «Спартака», в основном работал тренером в школе подготовки юных футболистов при клубе, а также с основной командой мастеров.
Скоропостижно скончался на 55-м году жизни во время матча футбольных ветеранов в городе Лобне. Похоронен в Москве на Люблинском кладбище.

## Достижения
Командные
- «Спартак» (Москва)

Чемпион СССР: 1952, 1953, 1956, 1958
Серебряный призёр чемпионата СССР: 1954, 1955
Бронзовый призёр чемпионата СССР: 1957
- Сборная СССР

Олимпийский чемпион 1956 года
Личные
- В списках 33 лучших футболистов сезона в чемпионате СССР (1): № 1 — 1956

## Награды
- Орден «Знак Почёта» (27.04.1957) — «за успехи, достигнутые в деле развития массового физкультурного движения в стране, повышения мастерства советских спортсменов, и успешное выступление на международных соревнованиях»